# Lokality japonské průmyslové revoluce Meidži
Lokality japonské průmyslové revoluce Meidži (japonsky 明治日本の産業革命遺産 製鉄・鉄鋼、造船、石炭産業, Meidži nihon no sangjókakumei isan: seitecu, tekkó, zósen, sekitan, sangjó) je skupina 23 lokalit převážně v jihozápadním Japonsku, které hrály významnou roli v procesu industrializace Japonska na konci období Bakumacu a během reforem Meidži (od poloviny 19. století do počátku 20. století). Od roku 2015 jsou tyto kulturní památky zapsané na Seznamu světového dědictví UNESCO. Jedná se o komplexy oceláren, doků, uhelných dolů, ale i o obytné budovy a budovy vojenského charakteru apod., které jsou památkami na období, kdy byly v Japonsku implementovány technolické postupy pocházející z Evropy a Ameriky a tato technologie byla přizpůsobena japonským potřebám a tradicím.

## Seznam objektů

### Hagi, Prefektura Jamaguči
Předindustriální a kulturní památky z období Edo ve městě Hagi, prefektura Jamaguči.
| # | Památka                                                                  | Obrázek | Umístění                                | Popis |
| - | ------------------------------------------------------------------------ | ------- | --------------------------------------- | --- |
| 1 | Vanová pec v Hagi 萩反射炉 Hagi hanšaro                                  |         | 34°25′41,53″ s. š., 131°25′5,81″ v. d.  | Jedná se o jednu ze dvou dochovaných pudloven v Japonsku, Dochovala se pouze část komínu o výšce 10,5 metru. Aby mohlo knížectví Čóšú čelit západním mocnostem, bylo potřeba odlévat železná děla pro obranu pobřeží. Technologii pro stavbu pece byla převzata od knížectví Saga, které již začalo provozovat pece na základě nizozemských technických knih. Provoz pece začal v roce 1856, ale protože byla malých rozměrů, je považována spíše za experimentální než za pec vhodnou pro masivní výrobu surového železa. |
| 2 | Loděnice Ebisugahana 恵美須ヶ鼻造船所跡 Ebisugahana zósenšo ato          |         | 34°25′49,78″ s. š., 131°24′43,83″ v. d. | Pozůstatky loděnice, kde se v raném období používala ruská technologie a později nizozemská technologie k výrobě velkých západních válečných lodí. Je označena za národní historickou památku. V důsledku pocitu ohrožení, který přinesl příchod takzvaných černých lodí, zrušil šógunát Tokugawa v roce 1853 zákaz stavby velkých lodí. Knížectví Čóšú vyslalo techniky, včetně Ozakiho Kojemona, do Izu-Tody, kde šógunát stavěl lodě podle ruské (Kunisawa) metody, na základě žádosti šógunátu a stanoviska Kida Takajoshiho. Po návratu začali s výstavbou loděnice, která byla dokončena v roce 1856, a v roce 1857 spustili na vodu loď Heišinmaru. I když knížectví v roce 1857 loděnici dočasně uzavřelo, v roce 1858 ji pod vedením Jamady Ecusukeho znovu obnovili. Dále byli vysláni technici do námořní školy v Nagasaki, aby se naučili stavět lodě podle nizozemského vzoru, a v roce 1860 spustili na vodu loď Kóšinmaru. |
| 3 | Železárna v Óitajamě 大板山たたら製鉄遺跡 Óitajama tatara seiteciu iseki |         | 34°30′21,59″ s. š., 131°32′18,37″ v. d. | Tato železárna, která používala tradiční technologii tatara, tradiční pec pro tavbu železa a oceli používaná v Japonsku, byla v provozu od středního do pozdního období Edo a dodávala železo nezbytné pro výrobu válečných lodí západního typu. Dodávala železné lodní hřeby pro loď Heišinmaru, která byla postavena v roce 1856 v loděnici Ebisugahana. Byly zde objeveny pozůstatky pecí a vahadlových měchů. |
| 4 | Podhradí v Hagi 萩城下町 Hagi džókamači                                  |         | 34°24′52″ s. š., 131°23′14″ v. d.       | Hlavní město knížectví Čóšú, jednoho ze silných klanů západního Japonska, které vedlo proces formování moderního státu od konce období Edo až po restauraci Meidži. V roce 1604 byl na hoře Šizuki postaven hrad Hagi jako sídlo klanu Móri a na úpatí hory vzniklo podhradní město. „Podhradní město hradu Hagi“ s řadami samurajských rezidencí a obchodních domů je označeno jako národní historická památka a čtvrť Horiuchi, kde se nacházejí sídla vyšších samurajů, je vybrána jako oblast zachování tradičních architektonických souborů. |
| 5 | Akademie Šókason džuku 松下村塾 Šókason džuku                            |         | 34°24′43,71″ s. š., 131°25′2,33″ v. d.  | Soukromá akademie, kde přednášel Šóin Jošida, samuraj, který působil jako učitel v akademii knížectví Čóšú, Meirinkan. Škola je označena za národní historickou památku. Během necelých tří let, kdy zde Jošida vyučoval, z této školy vzešli významní studenti jako Hirobumi Itó a Aritomo Jagamata, kteří přispěli k modernizaci a industrializaci Japonska. Návštěvníci nemohou vstoupit dovnitř, ale interiér lze prohlédnout přes Google Street View. |

### Kagošima, Prefektura Kagošima
Šúseikan – průkopnický průmyslový komplex ve městě Kagošima, prefektura Kagošima
| # | Památka                                                                                     | Památka                                                                         | Obrázek         | Umístění | Popis |
| - | ------------------------------------------------------------------------------------------- | ------------------------------------------------------------------------------- | --------------- | --- | --- |
| 1 | Šóko Šúseikan 旧集成館                                                                      | Šóko Šúseikan 旧集成館                                                          |                 | 31°37′4″ s. š., 130°34′41″ v. d. | Aby se postavil západním mocnostem, založil daimjó Sacumy, Nariakira Šimazu, v roce 1851 v oblasti Iso v dnešní městské části Jošino v Kagošimě komplex továren za účelem vojenského posílení a rozvoje průmyslu (projekt Šúseikan). Zabýval se širokou škálou odvětví, včetně výroby železa, stavby lodí a předení. Během války mezi knížectvím Sacuma a Velkou Británií v roce 1863 a během Sacumského povstání v roce 1877 továrny utrpěly škody, ale pokaždé byly znovu obnoveny, až byly v roce 1915 uzavřeny. Byly prohlášeny za národní památku. |
| 1 |                                                                                             | Pozůstatky vanové pece v areálu Šúseikan 旧集成館反射炉跡 Šúseikan hansjaro ato |                 | součástí areálu | Základna pozůstatků vanové pece. Pec byla postavena kombinací japonských a západních technologií, přičemž se vycházelo z překladu holandské technické dokumentace do japonštiny, kterou vlastnil klan Saga. Při stavbě se používala tradiční technika stavění z kamene a výroba žáruvzdorných cihel s využitím technologie výroby keramiky klanu Sacuma. |
| 1 | Strojírna šúseikan 旧集成館機械工場 Šúseikan kikai kódžó                                    |                                                                                 | součástí areálu | Strojírna, ve které probíhalo zpracování kovů, opravy lodí a výroba strojních součástek. Budova je důležitou kulturní památkou Japonska. Původní Šúseikan byl zničen během britsko-sacumské války. Poté Tadajoši Šimazu, který se inspiroval císařskou železárnou v Nagasaki, dovážel obráběcí stroje z Nizozemska a podnik obnovil, přičemž stavba byla dokončena v roce 1865. Dochoval se i nizozemský tvářecí stroj z roku 1863, který je rovněž zapsán jako důležitá kulturní památka. | |
| 1 | Rezidence inženýru přádelny v Kagošimě 旧鹿児島紡績所技師館 kjú Kagošima hósekidžo giši-kan |                                                                                 | součástí areálu | Jedná se o budovu postavenou v západním architektonickém slohu, která byla postavena jako ubytovna pro britské inženýry. I když má západní vzhled, byly na nosné konstrukce použity japonské měrné jednotky a podkrovní konstrukce je v japonském stylu, což činí z budovy kombinaci západní a japonské architektury. Budova je důležitou kulturní památkou Japonska. Tadajoši Šimazu v roce 1867 postavil přádelnu v Kagošimě a pozval sedm britských inženýrů, aby navrhli továrnu a poskytli technické poradenství. Po jejich návratu do Velké Británie byla budova používána jako řídící centrum pro výrobu děl. V roce 1882 byla přesunuta na místo hlavní budovy hradu Kagošima a sloužila jako škola, než byla v roce 1936 znovu přesunuta na své stávající místo. | |
| 2 | 2                                                                                           | Pec na dřevěné uhlí pod Terajamou 寺山炭窯跡 Terajama sumigama ato              |                 | 31°39′43,72″ s. š., 130°36′2,31″ v. d. | Pozůstatky kamenné pece na výrobu dřevěného uhlí, postavené v roce 1858. Jsou označeny jako státní historická památka Japonska (jako součást bývalého Šúseikanu). Pec byla postavena na příkaz Nariakiry Šimazi, aby zajistila dostatek paliva pro objekty Šúseikanu. |
| 3 | 3                                                                                           | Propust Sekijoši v soutěsce Jošino 関吉の疎水溝 Jošino no sosuikó               |                 | 31°38′49,31″ s. š., 130°33′8,94″ v. d. | Náhon vodního kola pro areál Šúseikanu, který byl vybudován v roce 1852. Voda byla odebírána z horního toku řeky Inari v současné oblasti Sekijoši v Kagošimě, a poté byla vedena až do oblasti Išo ve čtvrti Jošino, kde se nacházel Šúseikan. Původně byl vodní kanál zřízen pro zahrady Senganen, které patřily rodu Šimazu, avšak byl upraven na příkaz Nariakiry Šimazi. Dnes se část náhonu využívá k zavlažování a na místě zůstaly zachovány jak odběrné místo, tak vodní kanály uvnitř Šúseikanu.                                              |

### Nirajama, prefektura Šizuoka
Vanová pec v Nirajamě; Izunokuni, prefektura Šizuoka
| # | Památka                                           | Obrázek | Umístění                         | Popis |
| - | ------------------------------------------------- | ------- | -------------------------------- | --- |
| 1 | Vanová pec v Nirajamě 韮山反射炉 Nirajama hanšaro |         | 35°2′25″ s. š., 138°57′43″ v. d. | Jedná se o jednu ze dvou existujících pudlovních pecí plamenného typu v Japonsku a jedinou dosud existující pec, která byla skutečně využívána k odlévání děl. Byla prohlášena za japonskou národní památku. Pec byla postavena pod přímým vedením šógunátu Tokugawa podle návrhu Hidetaki Egarawy a dalších, aby se Japonsko mohlo postavit proti západním mocnostem. Pec, určená k odlévání železných děl, byla dokončena v roce 1857. Přidružená hutní zařízení byla v období Meidži předána armádě, takže dnes existuje pouze samotná pec z žáruvzdorných cihel. |

### Kamaiši, prefektura Iwate
Těžební a hutní lokalita Hašino;Kamaiši, prefektura Iwate
| # | Památka                                                    | Obrázek | Umístění                             | Popis |
| - | ---------------------------------------------------------- | ------- | ------------------------------------ | --- |
| 1 | Těžební a hutní lokalita Hašino 橋野高炉跡 Hašino kóro ato |         | 39°19′57,98″ s. š., 141°40′47″ v. d. | Nejstarší dochované pozůstatky západního typu vysoké pece v Japonsku. Samuraj Takató Óšima chtěl dodávat kvalitní surové železo pro reverzní pec Nakaminato, kterou sám pomáhal stavět pro knížectví Mito. Dochovaly se zde pozůstatky celého procesu výroby železa, od těžby v dolech až po dopravu rudy a její tavení ve vysokých pecích. |

### Saga, prefektura Saga
Loděnice Miecu; Saga, prefektura Saga
| # | Památka                                                  | Obrázek | Umístění                          | Popis |
| - | -------------------------------------------------------- | ------- | --------------------------------- | --- |
| 1 | Námořní loděnice Miecu 三重津海軍所跡 Miecu kaigunšo ato |         | 33°12′28″ s. š., 130°20′25″ v. d. | Ve výcvikovém areálu a loděnici klanu Saga se nacházejí pozůstatky nejstaršího dochovaného suchého doku v Japonsku. Poté, co byl v roce 1853 zrušen zákaz stavby velkých lodí, klan Saga si objednal válečné parníky z Nizozemska a vyslal své samuraje do šógunátního námořního výcvikového střediska v Nagasaki, aby se naučili ovládat lodě a získali znalosti o stavbě lodí. V roce 1858 byl rozšířen přístav Miecu a sloužil jako výcvikové místo námořnictva, později byl přidán suchý dok pro stavbu a opravy lodí. V roce 1865 zde byla postavena první parní loď v Japonsku, Rjófúmaru (凌風丸), která byla vypuštěna na moře. |

### Nagasaki, prefektura Nagasaki
Loděnice v Nagasaki a přidružené objekty a zařízení, uhelné doly; Nagasaki, prefektura Nagasaki
| # | Památka | Obrázek | Umístění                                | Popis |
| - | --- | ------- | --------------------------------------- | --- |
| 1 | Oprávárenský dok Kosuge 小菅修船場跡 Kosuge šúsenba ato                                                                            |         | 32°43′36,61″ s. š., 129°51′45,08″ v. d. | V roce 1869 byl dokončen první suchý dok v Japonsku, který využíval parní stroj. Zachovaly se zde nejstarší struktury japonského moderního lodního stavitelství. Také se zde nachází malá vyklápěcí budova postavená z pálených cihel, nejstarší cihlová stavba v Japonsku. V roce 1869 dok koupila vláda, v roce 1887 byl převeden na Micubiši a v současnosti je spravován loděnicí Mitsubishi Heavy Industries v Nagasaki. |
| 2 | Suchý dok Micubiši č. 3 v loděnici Nagasaki 三菱長崎造船所 第三船渠 Micubiši Džúkógjó Nagasaki Zósendžo                            |         | 32°44′15,49″ s. š., 129°51′22,37″ v. d. | Dokončen v roce 1905, dok s délkou 222,2 m pro lodě s výtlakem až 30 000 tun byl největší svého druhu v Asii. Později byl rozšířen na délku 276,6 m a kapacitu 95 000 tun a v současnosti stále slouží jako dok v loděnici Mitsubishi Heavy Industries. V loděnici Nagasaki byly v éře Meidži otevřeny tři doky, z nichž tento je jediný, který se dochoval. Čerpadlo na odvodnění bylo vyrobeno firmou Siemens. |
| 3 | Dům Šókašó 長崎造船所 占勝閣 Nagasaki Zósendžo Senšókaku                                                                           |         | 32°44′17,64″ s. š., 129°51′25,49″ v. d. | Dřevěná vila v západním stylu, navržená Tacuó Sonem, dokončená v roce 1904. Byla postavena jako rezidence tehdejšího ředitele loděnice v Nagasaki, Heigoró Sódy, a nachází se na návrší uvnitř areálu loděnice. Vila však nebyla využívána jako rezidence, ale stala se reprezentativním objektem. |
| 4 | Obří konzolový jeřáb v loděnici Nagasaki 長崎造船所 ジャイアント・カンチレバークレーン Nagasaki Zósendžo džiajanto kančirebá kúrén |         | 32°44′31,57″ s. š., 129°51′33,1″ v. d.  | Jeřáb byl sestaven v roce 1909 a jedná se o konzolový jeřáb vyrobený britskou společností Appleby, s nosností 150 tun, o celkové výšce 62 m a výložníkem o délce 75 m. V roce 1961 byl přemístěn kvůli rozšíření závodu, ale od svého vzniku byl používán k manipulaci s velkými stroji a je stále v provozu. Nachází se podél pobřeží, jeřáb je možné si prohlédnout z protějšího břehu, ale není povoleno jej navštívit. |
| 5 | Sklad modelů v loděnici Nagasaki 長崎造船所 旧木型場 Nagasaki Zósendžo kjú kigataba                                                |         | 32°44′34,55″ s. š., 129°51′21,26″ v. d. | Dvoupatrová cihlová budova pro skladování dřevěných modelů byla dokončena v roce 1898. Jde o největší zachovalý modelový sklad v Japonsku z konce 19. století. Je to také nejstarší dochovaná budova loděnice. Konstrukce využívá trámový příhradový systém, zatímco střecha je sedlová a pokrytá taškami. V roce 1915 byla budova rozšířena, přičemž přístavba má ocelovou konstrukci. V současnosti slouží jako muzeum loděnice Nagasaki a je přístupná pro návštěvníky. |
| 6 | Uhelný důl Takašima 高島炭鉱 Takašima tankó                                                                                        |         | 32°39′51″ s. š., 129°45′4″ v. d.        | V roce 1868, v reakci na rostoucí poptávku po uhlí pro parníky po ukončení politiky sakoku, byla v Japonsku poprvé vyražena šachta pomocí parního stroje, což znamenalo začátek moderního rozvoje těžby uhlí v Japonsku. Následující rok, v roce 1869, se v podmořském uhelném poli těžilo uhlí. Energie z parního stroje byla využívána pro šachetní výtahy, které přepravovaly klece s uhlím, drenážní čerpadla a další zařízení, a tato technologie byla předána do uhelných dolů Čikuho a Miike. Zpočátku byl spravován klanem Saga, ale později byl důl spravován společností Micubiši a byl uzavřen v roce 1986. |
| 7 | Uhelný důl Hašima 端島炭坑 Hašima tankó                                                                                            |         | 32°37′39,68″ s. š., 129°44′17,73″ v. d. | Uhelný důl na ostrově Hašima, kde těžba uhlí začala v roce 1870, se v roce 1890 stal majetkem společnosti Micubiši. Jednalo se o důl s ložisky vysoce kvalitního černého uhlí vhodné jako surovina pro výrobu oceli. Ostrov byl postupně rozšiřován pomocí navážky v průběhu rozvoje dolu, a během období Taišó, zde bylo postaveno mnoho vícepodlažních obytných budov ze železobetonu. Na konci období Meidži sloužil jako těžební lokalita pro potřeby hutě Jahata. Důl byl uzavřen v roce 1974, ale na ostrově zůstalo zachováno mnohé technologické zařízení, stejně jako pobřežní opevnění a obytné budovy. Kvůli chátrání byl ostrov veřejnosti nepřístupný, avšak od roku 2009 je možné jej částečně navštívit v rámci prohlídkových tras. |
| 8 | Gloverův dům 旧グラバー住宅 Kjú Gurabá džútaku                                                                                     |         | 32°44′3″ s. š., 129°52′9″ v. d.         | Jedná se o rezidenci Thomasa Glovera, skotského podnikatele, který se zasloužil o modernizaci Japonska prostřednictvím zavádění moderních technologií v uhelném dolu Takašima. Hlavní budova byla postavena v roce 1863 a představuje nejstarší dřevěnou stavbu v západním stylu v Japonsku. Spojuje britský koloniální architekturu s tradičními japonskými technikami jako je použití japonských tašek. Hlavní dům a vedlejší budova jsou označeny jako důležité kulturní památky Japonska. V roce 1974 byly spolu s dalšími rezidencemi přemístěnými do turistického komplexu Glover Garden. |

### Miike, prefektura Fukuoka a Kumamoto
Uhelný důl Miike, důlní dráha a přístav; Ómuta, prefektura Fukuoka; Arao a Uki,  prefektura Kumamoto
| # | Památka                                        | Památka                                     | Obrázek                                | Umístění | Popis |
| - | ---------------------------------------------- | ------------------------------------------- | -------------------------------------- | --- | --- |
| 1 | Uhelný důl Miike a přístav 三池炭鉱; 三池港    | Uhelný důl Miike a přístav 三池炭鉱; 三池港 |                                        | 33°0′49″ s. š., 130°27′22″ v. d. | V roce 1873 byl zahájen provoz, v roce 1889 byl tento důl převeden z vlastnictví vlády na společnost Micui a v roce 1997 byl uzavřen. V roce 1894 zahájeno hloubení nových těžebních jam v oblastech Mijahara a Manda. Zároveň byl přístav Miike upraven a využíván jako přístav pro nakládku uhlí. |
| 1 |                                                | Jáma Mijanohara 三池炭鉱 宮原坑             |                                        | součástí areálu | V roce 1898 byla dokončena první šachta a v roce 1901 druhá šachta. Část věže druhé šachty a stěny místnosti s čerpadlem stále existují. Důl byl zařazen mezi národní historické památky a věž druhé šachty spolu s místností pro těžní stroj šachty byly prohlášeny za důležité kulturní památky Japonska. Druhá šachta sloužila především k dopravě osob a k odvětrávání, přičemž byla vybavena dvěma výtahy. Původně byla poháněna parním pohonem, později byl nahrazen elektrickým pohonem. Dochovaný elektromotor pochází z počátku éry Šówa. Šachta samotná je však uzavřena. |
| 1 | Jáma Manda 三池炭鉱 万田坑                     |                                             | součástí areálu                        | V roce 1902 byla dokončena první šachta a v roce 1908 druhá šachta. Současně byly postaveny další zařízení jako strojovna, třídírna uhlí a kanceláře. Cihlové budovy, a stroje, jednak zahraniční, tak japonské výroby, jsou dodnes zachovány v dobrém stavu. Soubor zařízení tvořících jednotlivé fáze provozu, včetně první šachty, pozůstatků kotelny, třídírny uhlí, kolejiště důlních vozíků a dalších, byl prohlášen za státní památku Japonska. Kromě toho byla druhá šachetní věž, strojovna druhé šachty, skladiště a čerpací stanice, místnost pro bezpečnostní lampy a umývarny, kanceláře a svatyně pro uctívání božstva Jama-no-Kami označeny za významné kulturní památky. | |
| 1 | Důlní dráha v dole Miike 三池炭鉱 専用鉄道敷跡 |                                             | součástí areálu                        | Jedná se o důlní dráhu vybudovanou pro přepravu uhlí a materiálů. První úsek, spojující důl Šichiura s ústím řeky Ómuta, byl otevřen v roce 1891 a v roce 1905 byl prodloužen až do přístavu Miike. Náspy vytvořené při výstavbě, zůstaly zachovány v původní podobě. Železnice je zapsána jako národní historická památka Japonska. V letech 1909 až 1923 byla celá trať elektrifikována a byly přidány výhybky vedoucí k důlním šachtám a zpracovatelským továrnám. V době svého vrcholu zde jezdily i osobní vlaky. | |
| 1 | Přístav Miike 三池港                           |                                             | 33°0′36,66″ s. š., 130°24′46,95″ v. d. | Jedná se o přístav, který byl postaven pro přepravu uhlí vytěženého v uhelném dole Miike pomocí velkých lodích, byl dokončen v roce 1908. Pro bezpečný provoz velkých lodí byl vybudován vnitřní přístav uzavřený zdymadlem, kde mohly lodě čekat na vhodný příliv. Kromě toho byla postavena dlouhá hráz, která měla zabránit pronikání nrčistot ve formě písku a bahna. Přístav je stále využíván a stále zde stojí budova celnice, která byla postavena při jeho výstavbě. | |
| 2 | 2                                              | Západní přístav Misumi 三角西港             |                                        | | Přístav byl postaven během průmyslového rozvoje za vlády Meidži, který byl otevřen v roce 1887. Navrhl jej nizozemský inženýr Louwenhorst Mulder. Kamenné molo, silnice, odvodňovací kanály, kamenný most a další prvky zůstaly zachovány v původním stavu, a jedná se tak o jediný přístav z období Meidži v Japonsku, který se dochoval. Později byl vybudován přístav Sankaku Higaši společně se železnicí, byl přístav postupně nahrazen. To zapříčinilo zachování jeho původního vzhledu. Molo a další stavby byly prohlášeny za důležité kulturní památky Japonska. Mezi další kulturní památky patří bývalý sklad námořní dopravy Sankaku, budova Rjúdžókan, bývalý soud Sankaku a bývalý úřad okresu Uto. Přístav sloužil také jako překladiště uhlí z dolu Miike před výstavbou přístavu Miike, přičemž mezi lety 1893 a 1902 se odtud vyváželo uhlí například do Šanghaje. |

### Jahata, prefektura Fukuoka
Ocelárny Jawata; Kitakjúšú a Nakama, prefektura Fukuoka
| # | Památka                          | Památka                          | Obrázek | Umístění                                | Popis |
| - | -------------------------------- | -------------------------------- | ------- | --------------------------------------- | --- |
| 1 | Císařské ocelárny 官営八幡製鐵所 | Císařské ocelárny 官営八幡製鐵所 |         | 33°52′51,04″ s. š., 130°47′38,54″ v. d. | Aby bylo možné doplnit prudce rostoucí poptávku po oceli během období Meidži, bylo v roce 1897 rozhodnuto o zřízení ocelárny v městě Jahata, které se nacházelo v blízkosti uhelného ložiska Čikuhó. Návrh zařízení byl svěřen německé společnosti Gutehoffnungshütte. Po čtyřleté výstavbě byla v únoru 1901 uvedena do provozu první vysoká pec. Kvůli technickým problémům a finančním potížím však byla výroba již v červenci 1902 přerušena. Na její obnovu byl povolán Kagejoši Noro, který v železárně v Kamaši jako první v Japonsku úspěšně využil koks k výrobě surového železa. Noro provedl úpravy vysoké pece a vybudoval novou koksovnovnu, což umožnilo v červenci 1904 zahájit plnohodnotný provoz. Tím byla v Japonsku upevněna technologie provozu vysokých pecí, čímž se podařilo dosáhnout modernizace a industrializace těžkého průmyslu. Ocelárna byla rozšířena během 30. let 20. století, a stala se klíčovým centrem průmyslové oblasti severního Kjúšú. |

## Fotogalerie

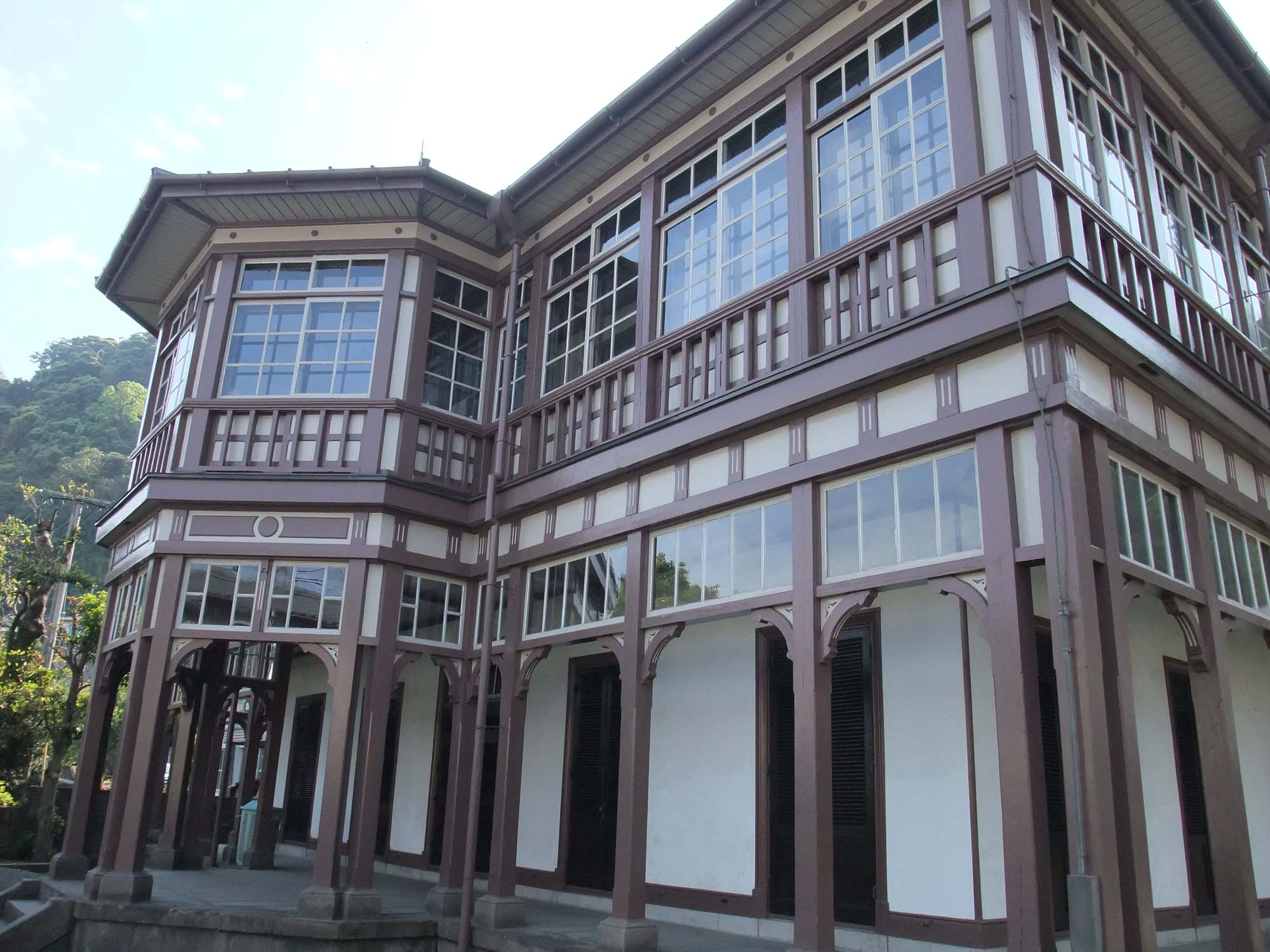
residence inženýrů ve městě Kagošima
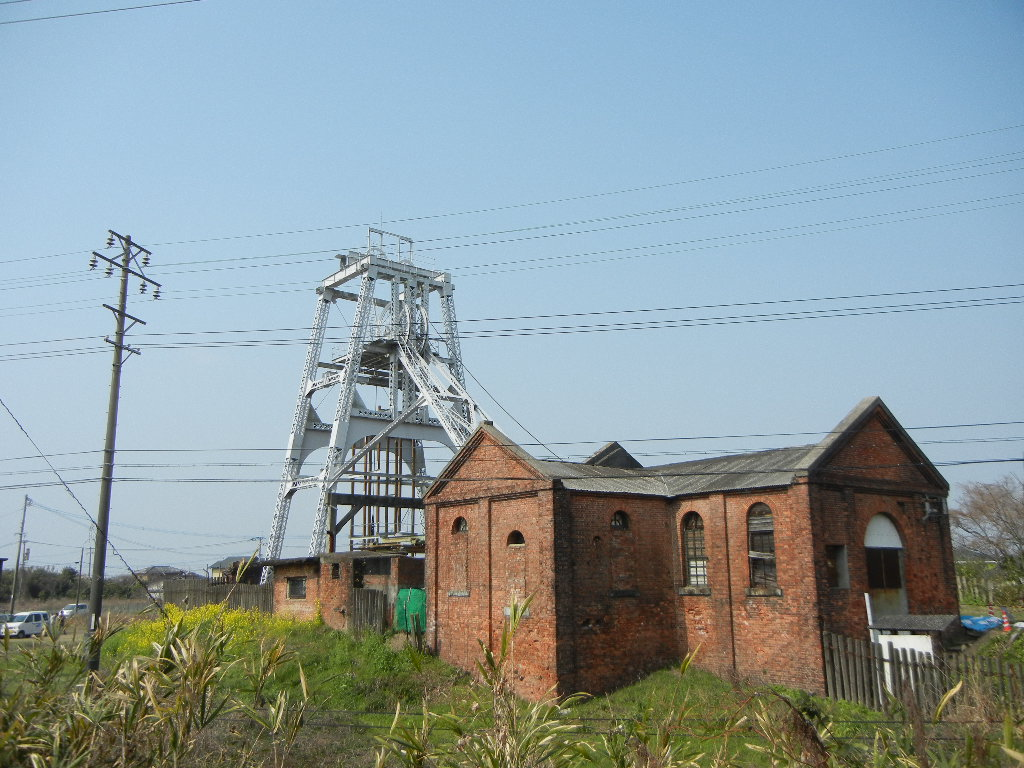
uhelný důl ve městě Ómuta
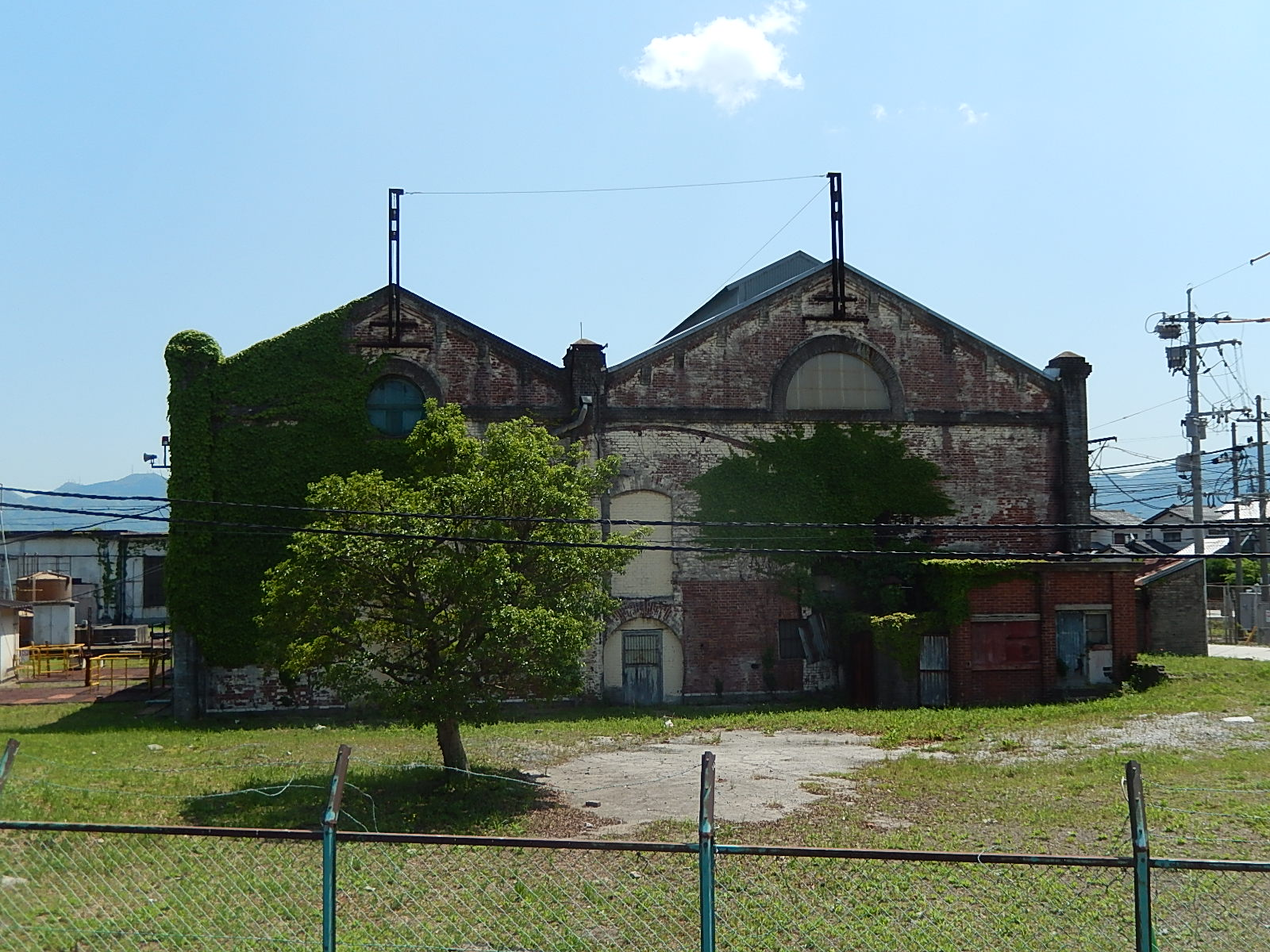
vodní přečerpávací stanice v Kitakjúšú
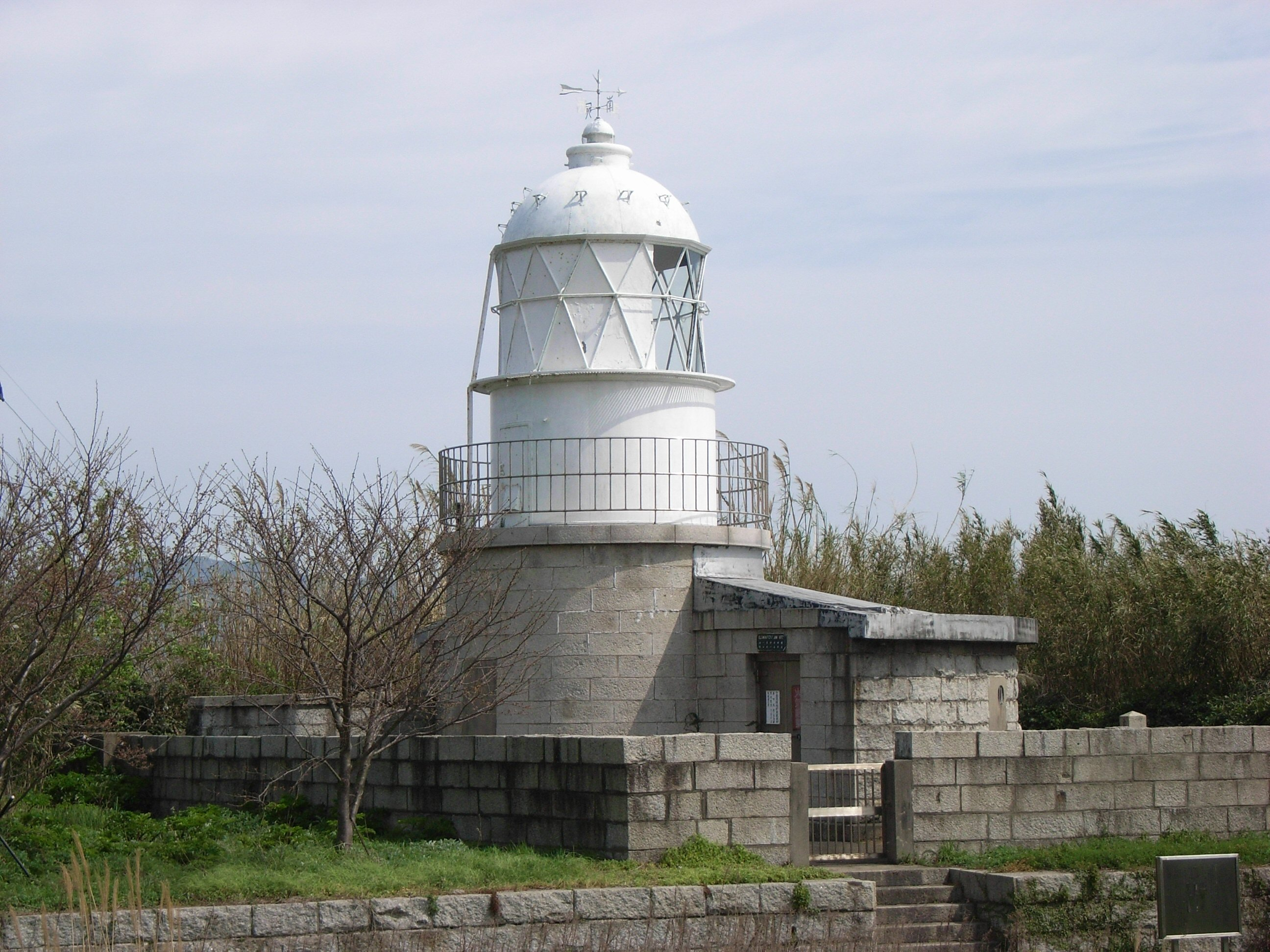
maják na ostrově Mucuredžima